# Puck (Mond)
Puck (auch Uranus XV) ist der zwölftinnerste und einer der mittelgroßen der 28 bekannten Monde des Planeten Uranus.

## Entdeckung und Benennung
Puck wurde am 30. Dezember 1985 von dem Astronomen Stephen P. Synnott auf fotografischen Aufnahmen der Raumsonde Voyager 2 entdeckt. Er war der erste Mond, der durch den Vorbeiflug der Sonde entdeckt wurde. Die Entdeckung wurde am 9. Januar 1986 von der Internationalen Astronomischen Union (IAU) bekanntgegeben; der Mond erhielt zunächst die vorläufige Bezeichnung S/1985 U 1.
Am 8. Juni 1988 erhielt der Mond den Namen Puck. Puck ist in William Shakespeares Komödie Sommernachtstraum ein trickreicher Geist, der mit den Feen während der Nacht um die Welt reist. Puck, auch Robin Gutfreund (Robin Goodfellow) genannt, ist der vertraute Hofnarr des Elfenkönigs Oberon.
Puk, der aus dem baltischen Volksglauben (Pukis) entlehnt wurde, kommt in zahlreichen europäischen Legenden vor, wie in der keltischen (Púca) und germanischen Mythologie sowie in nordischen Sagen und der englischen Folklore.
Alle Monde des Uranus sind nach Figuren von Shakespeare oder Alexander Pope benannt. Die ersten vier entdeckten Uranusmonde (Oberon, Titania, Ariel, Umbriel) wurden nach Vorschlägen von John Herschel, dem Sohn des Uranus-Entdeckers Wilhelm Herschel, benannt. Später wurde die Tradition der Namensgebung beibehalten.

## Bahneigenschaften

### Umlaufbahn

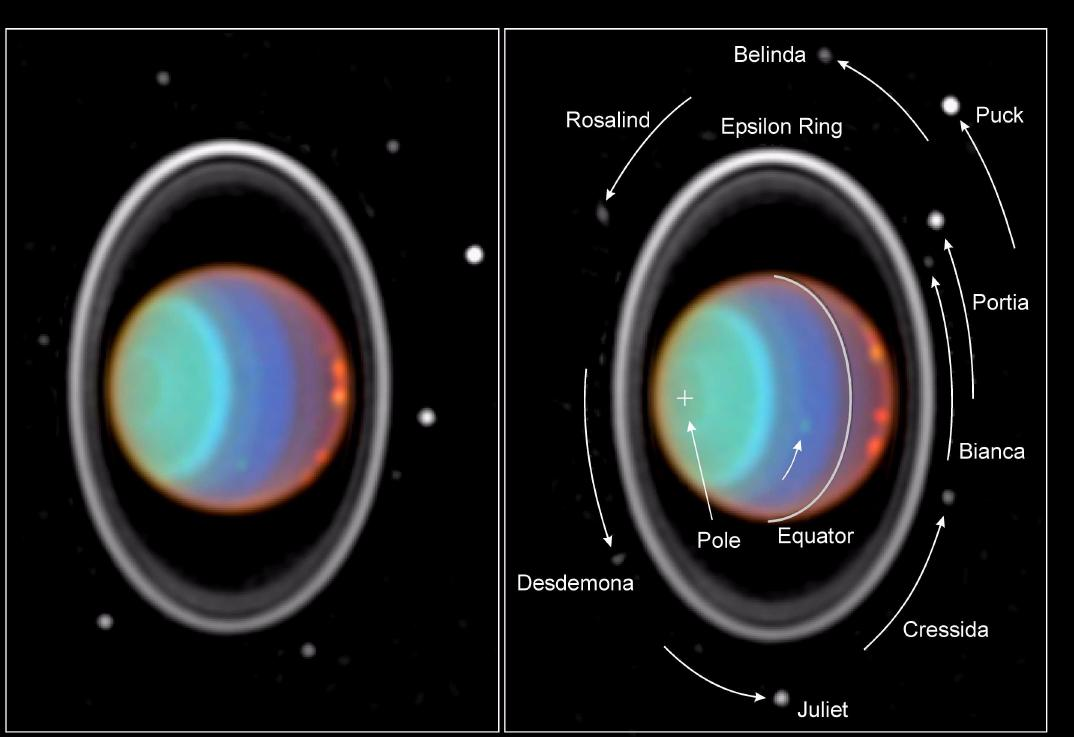
Hubble-Bild von Puck und der Portia-Gruppe

Puck umkreist Uranus auf einer prograden, fast perfekt kreisförmigen Umlaufbahn in einem mittleren Abstand von rund 86.000 km. Die Bahnexzentrizität beträgt 0,00012, die Bahn ist 0,319° gegenüber dem Äquator von Uranus geneigt.
Die Umlaufbahn des nächstinneren Mondes Perdita ist im Mittel 9.600 km von Pucks Orbit entfernt, die des nächstäußeren Mondes Mab 11.700 km.
Puck befindet sich inmitten zweier Uranusringe; die Außenkante des innen laufenden ν (Ny)-Staubringes ist im Mittel rund 16.100 km vom Puckorbit entfernt, und die Innenkante des äußeren μ (My)-Staubringes liegt fast genau auf der Umlaufbahn von Puck.
Puck umläuft Uranus in 18 Stunden, 17 Minuten. Da sich Puck nahe am synchronen Orbit bewegt und für einen Umlauf eine gute Stunde länger benötigt als Uranus rotiert, ergibt es sich, dass Puck für einen fiktiven Beobachter nur gut alle 17,5 Uranustage am Horizont einmal auf- bzw. untergeht.

## Physikalische Eigenschaften

### Größe
Puck hat einen mittleren Durchmesser von 162 km und ist damit der sechstgrößte Mond im Uranussystem. Es ist jedoch möglich, dass dies von dem 1997 entdeckten irregulären Mond Sycorax übertroffen werden könnte, sollte dieser dunkler sein als erwartet. Trotz seiner geringen Größe erscheint Puck bemerkenswert rund, das Verhältnis der Achsen beträgt nur 0,97 ± 0,04.

### Innerer Aufbau
Seine mittlere Dichte ist mit 1,3 g/cm3 deutlich geringer als die Dichte der Erde und weist darauf hin, dass der Mond überwiegend aus Wassereis zusammengesetzt ist. Spektrale Analysen vom Hubble-Weltraumteleskop und erdbasierten Teleskopen bestätigen Absorptionen von Wassereis. Er scheint aus einer Mischung von Eis und dunklem Material zu bestehen, das dem in den Ringen gefundenen zu ähneln scheint. Bei diesem dunklen Material könnte es sich möglicherweise um Gestein oder durch Sonnenstrahlung verändertes organisches Material handeln. Dass Puck keine Krater mit hellen Rändern aufweist, deutet darauf hin, dass er keinen differenzierten Aufbau aufzuweisen hat. An seiner Oberfläche beträgt die Schwerebeschleunigung 0,029 m/s2, dies entspricht nur etwa 3 ‰ der irdischen.
Puck weist eine sehr geringe Albedo von 0,10 auf, d. h., 10 % des eingestrahlten Sonnenlichts werden von der Oberfläche reflektiert. Er ist damit ein relativ dunkler Himmelskörper.

### Oberfläche
Im Lichtspektrum erscheint die Oberfläche von Puck grau gefärbt. Die Oberfläche zeigt sich stark verkratert. Der größte Krater Lob hat einen Durchmesser von etwa 45 km. Bislang sind drei der Krater auf Puck benannt, gemäß der USGS-Nomenklatur nach schelmischen oder boshaften Geistern der europäischen Mythologien.
| Kratername | Durchmesser (km) | Koordinaten | Namensherkunft               |
| ---------- | ---------------- | ----------- | ---------------------------- |
| Bogle      | ?                |             | Bogle (Keltische Mythologie) |
| Butz       | ?                |             | Butz (Deutsche Volkssage)    |
| Lob        | 45,0             |             | Lob (Englische Folklore)     |

## Erforschung
Da Puck früh genug entdeckt wurde, um ihn noch in das Beobachtungsprogramm der Raumsonde Voyager 2 einzubauen, konnte er am 24. Januar 1986 in einer minimalen Entfernung von 492.616 km fotografiert werden und niedrig aufgelöste Bilder der Oberfläche zur Erde gesendet werden. Er war der einzige der beim Vorbeiflug neu entdeckten Monde, der etwas detaillierter erforscht werden konnte.
Seither wurde das Uranussystem von erdbasierten Beobachtungen wie auch dem Hubble-Weltraumteleskop intensiv studiert. Dabei konnten die Bahnparameter von Puck präzisiert werden.